# Mukhammas
Mukhammas (arabo مخمس quintuplo) è un genere letterario persiano o urdu (cinquina o quintupla), su argomenti correlati al sufismo, basata su un pentametro e con cinque versi per strofa.
È una delle forme di verso più popolari in Tajik Badakhshan, presente sia in un madoh che in altri generi.

## Dettagli della forma
Il mukhammas è una stanza di due distici e un emistichio in monorima, e il quinto verso è il "peso" o fardello: ogni stanza successiva influisce su una nuova rima, tranne nel quinto verso, ad esempio aaaab + ccccb + ddddb e così via.
Ogni stanza di un mukhammas comprende cinque versi.
- Nella prima stanza, tutti e cinque i versi rimano.
- Nelle successive, I primi quattro rimano, ma il quinto interrompe la rima. Può essere ripetuto, altrimenti la sua rima può essere quella della prima stanza.[2]

## Temi
Un tema ricorrente nei mukhammas è la lode di Imam Ali e dei suoi compagni, anche se talvolta può riguardare argomenti diversi.

## Poeti
Molti poeti urdu hanno scritto dei mukhammas. Tra i più importanti:
- Mirza Ghalib
- Bahadur Shah Zafar
- Wali Mohammed Wali
- Zauq

Poeti che hanno scritto mukhammas in altre lingue:
- Sipandi Samarkandi
- Qatran Tabrizi[3]